# Elliot Tiber
Elliot Tiber (New York, 15 aprile 1935 – Boca Raton, 3 agosto 2016) è stato un artista, sceneggiatore e scrittore statunitense, che svolse un ruolo fondamentale nell'organizzazione del Festival di Woodstock, che si tenne a Bethel, nello Stato di New York nel 1969.
Nel 2009 l'autobiografia di Tiber è stata adattata per il cinema e ne è stato tratto il film Motel Woodstock, diretto da Ang Lee. Nella pellicola Tiber è interpretato dall'attore Demetri Martin.

## Biografia
Tiber è nato a Bensonhurst, nel quartiere newyorkese di Brooklyn. La sua famiglia si trasferì nel 1955 a Bethel nello Stato di New York, dove avevano acquistato il motel El Monaco, all'incrocio tra la statale 17b e la 55, nei pressi della riva sudoccidentale del White Lake.
Ha frequentato il Brooklyn College, diplomandosi poi in belle arti all'Hunter College ed entrando al Pratt Institute per la specializzazione.

### Gli scontri dello Stonewall Inn
Fino all'inizio degli anni sessanta Tiber non manifestò pubblicamente il proprio orientamento sessuale e condusse una vita tranquilla aiutando i genitori nella gestione del motel e ricoprendo la carica di presidente della camera di commercio di Bethel; allo stesso tempo però prendeva parte attiva al movimento omosessuale di New York
Nelle sue memorie Tiber riferisce di essere stato presente allo Stonewall Inn il 28 giugno 1969, la notte in cui scoppiarono i Moti di Stonewall: 
(Elliot Tiber)

### Il Festival di Woodstock
Meno di tre settimane dopo i fatti dello Stonewall, Tiber lesse che la cittadina di Wallkill, nella Contea di Orange aveva revocato il permesso di tenere il previsto Festival di Woodstock al Mills Industrial Park, a nord-est di Middletown. Tiber aveva avuto il permesso di organizzare il White Lake Music and Arts Festival, un concerto di musica da camera nel suo motel. Contattò quindi Michael Lang e gli prospettò l'idea di sfruttare la sua autorizzazione per organizzare il Festival musicale su un terreno di 15 acri sulla riva del lago, vicino al motel.
(Elliot Tiber)
Quando Lang disse che il terreno era troppo piccolo, Tiber presentò agli organizzatori l'allevatore Max Yasgur.
La notizia che il Festival avrebbe avuto luogo fu formalmente annunciata al pubblico al motel El Monaco, che diventò il quartier generale dell'organizzazione e la base di alcuni degli artisti, tra i quali i Canned Heat e Arlo Guthrie. Poco dopo Woodstock Tiber vendette il motel e si trasferì in Europa. Il motel è stato abbattuto nel 2004 e ora al suo posto sorge una torre con un orologio che dà il proprio benvenuto ai turisti che arrivano a White Lake.

### Il lavoro come sceneggiatore
Negli anni settanta il suo libro Rue Haute è diventato un bestseller in Europa e ne è stato tratto un film diretto dal suo compagno André Ernotte, che nel 1977 è stato il candidato francese alla selezione per il Premio Oscar per il miglior film in lingua straniera.

### La carriera di insegnante
Tiber ha insegnato scrittura creativa alla New School University, belle arti all'Hunter College e storia del disegno artistico al New York Institute of Technology.

## Opere
- High Street (1977)
- Knock on Woodstock: The Uproarious, Uncensored Story of the Woodstock Festival, the Gay Man Who Made It Happen, and How He Earned His Ticket to Freedom - Joel Friedlander (1994) ISBN 0-9641806-1-8
- Taking Woodstock (con Tom Monte) - Square One Publishers (15 giugno 2007) ISBN 0-7570-0293-5